# Hestenes
Hestenes je priimek več znanih oseb:
- Arne Hestenes (1920—1995), psevdonim Plut, norveški novinar in pisatelj.
- David Hestenes (*1933), ameriški fizik.
- Magnus Rudolph Hestenes (1906—1991), ameriški matematik.
- Ola M. Hestenes (1919—2008), norveški kmet, žagar in politik.
- Olav Hestenes (1930—1996), norveški odvetnik.
- Ole Josefson Hestenes (1822—1895), norveški politik, kmet, cerkovnik in učitelj.